# Niceahäst
Niceahästen är en utdöd hästras som existerade redan för 3000 år sedan. Niceahästen var en kraftig, nobel krigshäst som var högt värderad av bland annat perserna under deras erövringar. Det sägs även att Alexander den stores häst Bukefalos var en niceahäst. Niceahästen har varit en av världens mest eftertraktade hästraser och en oumbärlig krigshäst för många kejsare och civilisationer.

## Historia
Niceahästen utvecklades i Persien av duktiga hästuppfödare som skulle möta efterfrågan på hästar som skulle vara tillräckligt snabba för att kunna fly vid behov, men också modiga och starka för att kunna gå till attack mot potentiella fiender. Exakt vilka slags hästar som ingick i niceahästen vet man inte men teorier finns om att den europeiska skogshästen användes då beskrivningar har gett en bild av hästar som har typisk kallblodskaraktär med stort huvud och robust, kraftig kropp. Spanska hästar kan även ha gett de många nya färgerna, som tigrerad, som inte funnits hos andra hästar än de spanska och väldigt primitiva hästar i Asien. Uppfödarna använde sig troligtvis av en selektiv avel där de största, starkaste och snabbaste hästarna användes, medan de svaga och långsamma hästarna såldes av.
Niceahästarna användes inte bara av perserna. I det antika Grekland var hästen otroligt populär och det var från grekerna som namnet niceahäst härstammar, då de kallade hästen efter staden Nicaea i Turkmenistan, där det största stuteriet låg. Även i Kina användes hästarna som kallades Tien Ma (himmelska hästar). Manchuerna i nordvästra Kina kallade även hästarna för Soloun (vegetarisk drake) och använde hästarna för att jaga sibiriska tigrar. Även syrianerna använde hästarna för att jaga asiatiska lejon. Då sadlarna inte var speciellt utvecklade och det inte fanns stigbyglar borde niceahästarna varit bekväma att rida och ha jämna gångarter. Perserna brukade ofta lämna några av de niceanska hästarna under sina erövringar för att inhemska häststammar skulle kunna förbättras.
Efter Alexander den stores död hade riket delats upp mellan hans generaler och det forna Persiska riket där niceahästen föddes upp hade tagits av generalen Seleucus. Han förlorade senare området till en skytisk man vid namn Arsaces, som då fick kontroll över aveln av de niceanska hästarna. Precis som de flesta skyter, var Arsaces en duktig hästkarl som skulle ändra folkets syn på niceahästen och krigföring. Niceahästen gick från simpel kavallerihäst och draghäst till en fullblodig häst för blodiga strider med närkontakt.
Under den här tiden blev niceahästen en av de mest älskade och eftersökta hästar och även en av de dyrbaraste. Niceahästarna var även dyra att hålla för fattiga bönder då de föddes upp på alfalfa. Alfalfa introducerades i Grekland tack vare importen av niceahästar och där niceahästen spreds, där spreds även alfalfa. Men häststölder var vanliga eftersom niceahästen var så eftersökt, men för dyr för många av de fattigare och bönderna. Många nomadiska stammar stal niceahästar, vilket även spred hästarna något när nomaderna sålde dem vidare.
Niceahästarna försvann dock mer och mer genom att avlas upp i andra hästar för att förbättra krigshästarna. Efter romarnas storhetstid var hästarna nästan helt försvunna då romarna hade använt hästarna för att skapa en egen variant av de berömda krigshästarna. Hästar fördes även till Spanien och Portugal där de avlades upp i de spanska hästarna som en gång stått till grund för dem. Dagens andalusier och lusitanohästar bör ha blod i sig från niceahästen, likaså berberhästen. Dessa spanska raser har sedan använts under koloniseringen av Amerika och nästan alla, både nord- och sydamerikanska hästraser, härstammar från spanska hästar och bör därför ha blod i sig från niceahästen.

## Egenskaper
Niceahästen var älskad för sitt mod, sin snabbhet och sin styrka och var guld värd för många kejsare och erövrare. Nicehästen kunde även ha en del färger som inte hade setts förut, bland annat den prickiga tigrerade hästen och vissa varianter av skimmel som var röda eller blåtonade. Detta var färger som inte funnits bland de orientaliska hästarna tidigare.
Utseendemässigt bör hästarna varit kraftiga och muskulösa, men alla hästar hade kanske inte ett helt enhetligt utseende. De flesta hästar hade dock ett ganska kraftigt huvud och många avkommor sades få hornliknande utväxter i pannan likt en av de spanska hästarnas ättling kartusianern.